# Spaklerweg

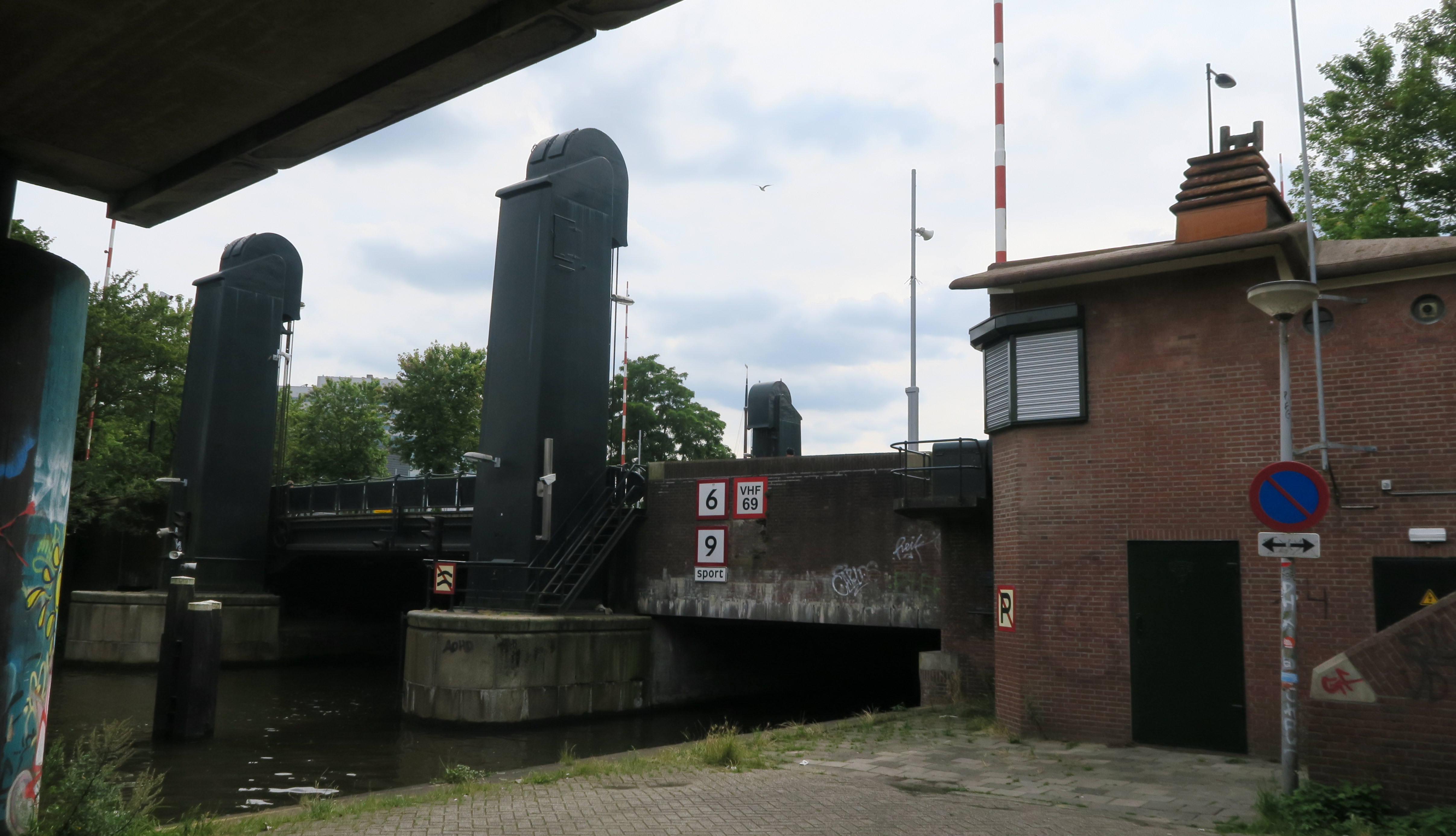
De Omvalbrug over de Weespertrekvaart

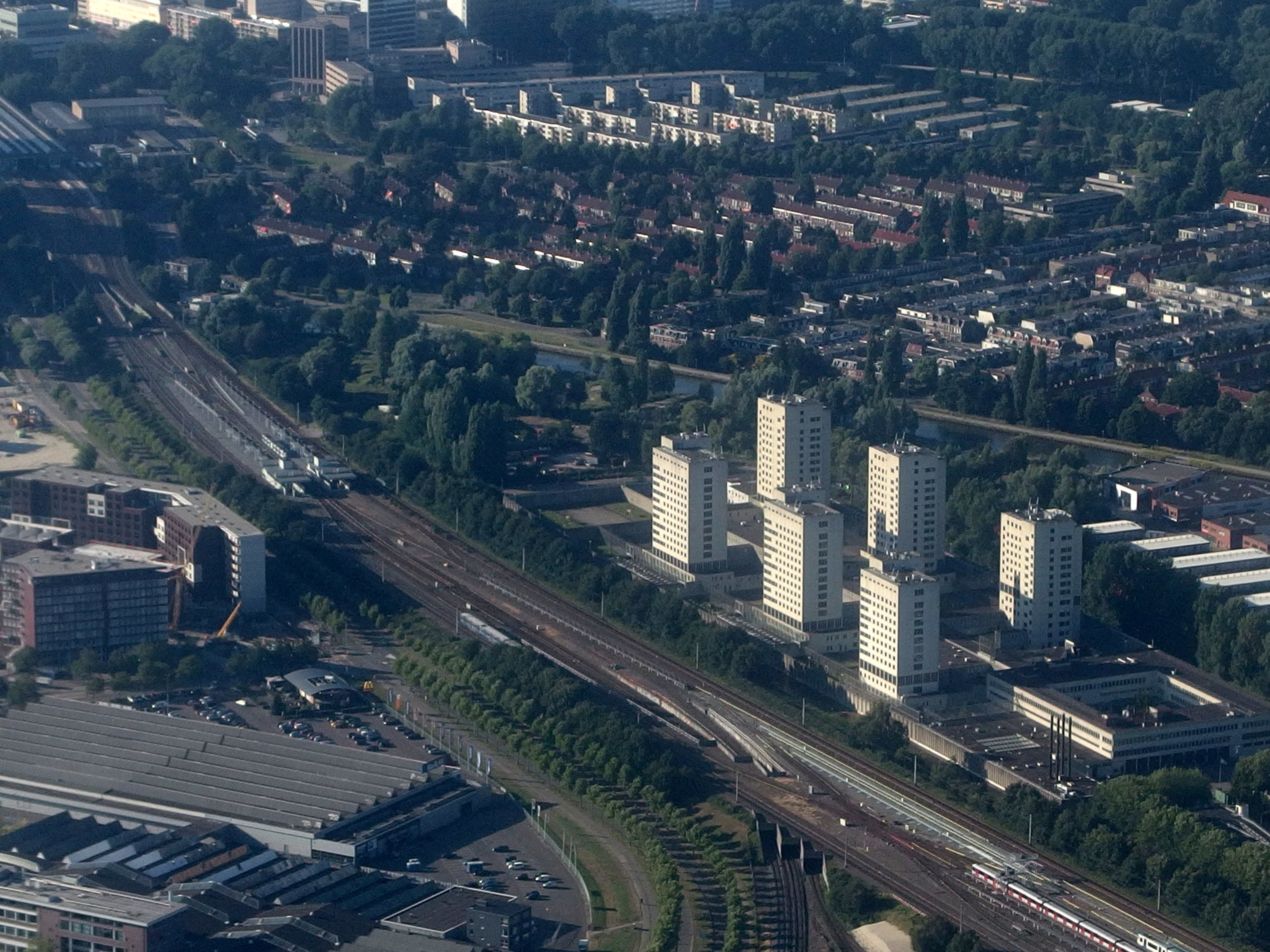
Luchtfoto van spoordijk met links het metrostation Spaklerweg. Links van het spoorweg-areaal loopt de Spaklerweg zelf.

De Spaklerweg is een straat in de Amsterdamse wijken Watergraafsmeer en Overamstel en in het tot de gemeente Ouder-Amstel behorende Amsterdam-Duivendrecht. De straat is rond 1960 voor het verkeer opengesteld ter ontsluiting van de toen nieuwe industriewijk Overamstel.
De straat loopt van het Amstelplein vlak bij het Amstelstation, voor het doorgaande verkeer de Overzichtsweg, kruist dan met de Omvalbrug de Weespertrekvaart en loopt dan ten westen van de spoor en metrolijn en ten oosten van de Omval waar ook het metrostation Spaklerweg ligt en kruist de Amstelstroomlaan. Vervolgens gaat de straat met een S-bocht naar rechts en loopt dan ten oosten van Overamstel en komt vervolgens na  de Joan Muyskenmetrobrug op het grondgebied van de gemeente Ouder-Amstel. Daar loopt de straat verder en kruist de van der Madeweg en loopt vandaar verder onder het viaduct van de Utrechtboog waar de straat over gaat in de Holterbergweg.
De straat is bij een raadsbesluit van 4 januari 1956 vernoemd naar de tot het geslacht Spakler behorende Coenraad Hendrik Spakler (overleden circa 29 augustus 1796 en dan ongeveer 61 jaar) die eigenaar was van een suikerfabriek. In 2017 werd hier de woontoren De Spakler opgeleverd. In 2025 werden de muren onder de spoorbogen op initiatief van het stadsdeel en met toestemming van ProRail, voorzien van graffiti. Het stadsdeel wilde daarmee het rauwe, industriële karakter van de straat in stand houden.